# Orbitale
Az orbitale a csontos szemgödör (orbita) elülső szegélyének a legmélyebb pontja. A kifejezést a koponyaméréstanban használják, segítségével meghatározható a frankfurti horizontális. Ez a bal oldali orbitalén és a két porionon áthaladó sík. A fej beállítására szolgál.